# Alchemilla decurrens
Alchemilla decurrens är en rosväxtart som beskrevs av A. Plocek. Alchemilla decurrens ingår i släktet daggkåpor, och familjen rosväxter. Inga underarter finns listade i Catalogue of Life.